# L'aranya (Àngel Guimerà)
L'aranya és un drama en tres actes, original d'Àngel Guimerà, escrit el 1906, i estrenat en llengua catalana per primera vegada, al teatre Romea de Barcelona, per la companyia del Teatre Català, la nit del 16 d'octubre de 1908 sota la direcció de Jaume Borràs. Anteriorment, l'obra havia estat publicada i representada en llengua castellana al Teatro Español de Madrid, per la companyia de Maria Guerrero, el 18 d'abril del mateix any.
D'acord amb el crític Xavier Fàbregas, L'aranya és la darrera obra rellevant d'Àngel Guimerà, amb uns personatges representatius de la classe menestral barcelonina que ja albira la seva ràpida dissolució però que encara podia configurar el perfil poblacional d'alguns dels seus barris. Aquesta obra dramàtica ha estat força temps ignorada per la seva representació als escenaris, fet que impedeix una nova lectura de l'obra teatral de Guimerà. El teatre amateur ha volgut recuperar-la en el si del Grup de Teatre Inestable del Vendrell.

## Repartiment de l'estrena
- Gasparona: Adela Clemente.
- Senyora Isabel: Antònia Baró.
- Francisqueta: Antònia Ballvè.
- Felipa: Carme Parreño.
- Pepa: Montserrat Faura.
- Tano: Jaume Borràs
- Peretó: Joaquim Viñas
- Noi sucre: Avel·lí Galceran.
- Anton Cadernera: Iscle Soler.
- Blai: Vicent Daroqui.
- Dos nens que no surten.
- Director artístic: Jaume Borràs.

El Teatre Nacional de Catalunya va estrenar una nova producció de L'aranya el 30 de gener de 2025, amb dramatúrgia i direcció de Jordi Prat i Coll.